# Dienerella kashmirensis
Dienerella kashmirensis es una especie de coleóptero de la familia Latridiidae.

## Distribución geográfica
Habita en Kashmir, Gulmarg (India).